# Jim de Booy

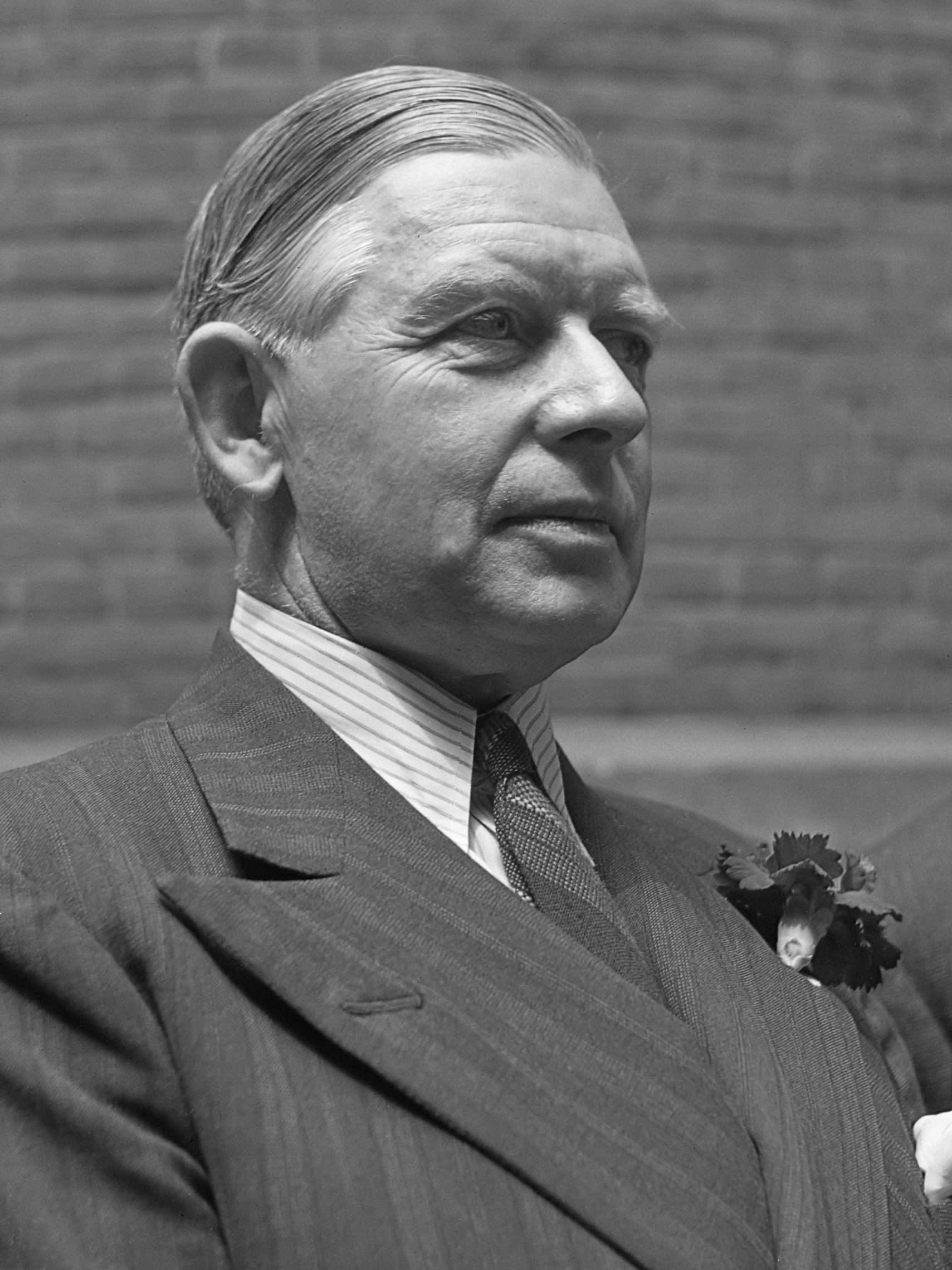
Jim de Booy (1945)

James Marnix „Jim“ de Booy (* 24. Juli 1885 in Kralingen, Rotterdam; † 1. März 1969 in Lausanne, Schweiz) war ein niederländischer Offizier, Wirtschaftsmanager, parteiloser Politiker und Diplomat, der nach einer Laufbahn bei der Koninklijke Marine als Manager beim Energieunternehmen N. V. Bataafse Petroleum Maatschappij (BPM) tätig war und nach der deutschen Besetzung der Niederlande im Zweiten Weltkrieg 1940 in Großbritannien Mitglied des Außenpolitischen Beratungsgremiums sowie der Schifffahrts- und Handelskommission der dortigen Exilregierung war sowie 1944 zum Minister für Schifffahrt und Fischerei im zweiten von Ministerpräsident Pieter Sjoerds Gerbrandy ernannt wurde. Einige Zeit später übernahm er im Kabinett Gerbrandy III zugleich das Amt des Marineministers.
Nach Kriegsende fungierte de Booy zwischen 1945 und 1946 als Marineminister und Schifffahrtsminister im Kabinett von Ministerpräsident Willem Schermerhorn und war ferner zeitweilig auch kommissarischer Kriegsminister. 1951 wurde er erster Botschafter in der Bundesrepublik Deutschland und bekleidete diesen Posten bis 1953.

## Leben

### Seeoffizier und Wirtschaftsmanager
De Booy, Sohn des Seeoffiziers und späteren Vizeadmirals Chrétien Jean Gérard de Booy sowie der aus Irland stammenden Mary Jane Hobson, absolvierte seine schulische Ausbildung am Instituut Wegerif in Nijmegen und begann anschließend 1900 eine Ausbildung zum Seeoffizier am Königlichen Marineinstitut KIM (Koninklijk Instituut voor de Marine) in Willemsoord, die er am 10. September 1904 abschloss. Anschließend trat er am 10. September 1904 als Seekadett in der Königlichen Marine (Koninklijke Marine) ein und diente bis zum 1. April 1919 als Seeoffizier. Nachdem er am 10. Juni 1906 zum Oberleutnant zur See befördert worden war, fand er zuletzt von 1910 bis zum 1. April 1919 Verwendung als Offizier bei den U-Boot-Verbänden.
Nach seinem Ausscheiden aus dem Militärdienst wechselte van Booy am 1. April 1919 zum Energieunternehmen N. V. De Bataafsche Petroleum Maatschappij (B.P.M.) in Amsterdam und war anfangs Mitarbeiter im Laboratorium sowie kurz darauf zwischen 1919 und 1921 Gebietsdirektor der BPM für Niederländisch-Indien in Perlak, ehe er von 1921 bis November 1922 Vize-Inspekteur für die Bohrungen des Unternehmens im Königreich Rumänien war. Im November 1922 wurde er zunächst Mitarbeiter der Caribbean Petroleum Company in Maracaibo in Venezuela, kehrte aber bereits im Mai 1923 zu BPM zurück und wurde Mitarbeiter in deren Zentrale in Den Haag.
Anschließend wurde de Booy im Januar 1924 abermals Mitarbeiter der Caribbean Petroleum Company in Maracaibo und fungierte anschließend zwischen Januar 1926 und 1928 dort als Kommissarischer Direktor sowie daraufhin von 1928 bis 1932 als Direktor des Unternehmens. Danach war er zwischen 1932 und 1937 Inhaber der allgemeinen Prokura der BPM in Den Haag sowie zugleich von 1932 bis zum 1. Januar 1937 auch Inhaber der allgemeinen Prokura der ebenfalls in Den Haag ansässigen N.V. Koninklijke Nederlandsche Petroleum Maatschappij, ehe er anschließend zwischen dem 1. Januar 1937 und dem 31. Mai 1944 Direktor der N.V. Koninklijke Nederlandsche Petroleum Maatschappij war. Daneben fungierte er bis zum 31. Mai 1944 auch als Direktor der Anglo-Saxon Petrol Company.
Für seine Verdienste wurde ihm 1939 das Ritterkreuz des Ordens vom Niederländischen Löwen verliehen.

### Zweiter Weltkrieg und Minister
Nach der deutschen Besetzung der Niederlande wurde de Booy im Mai 1940 Mitglied der Niederländischen Schifffahrts- und Handelskommission in London und gehörte dieser bis zum 31. Mai 1944 an. Des Weiteren war er zwischen dem 8. Juni 1942 und dem 31. Mai 1944 auch Mitglied des Außenpolitischen Beratungsgremiums der Exilregierung in London.
Am 31. Mai 1944 wurde de Booy von Ministerpräsident Pieter Sjoerds Gerbrandy in dessen zweites Kabinett berufen und übernahm in diesem bis zum 24. Juni 1945 das Amt des Ministers für Schifffahrt und Fischerei (Minister van Scheepvaart en Visserij). Zugleich wurde er am 23. Februar 1945 auch zum kommissarischen Kriegsminister (Minister van Oorlog ad Interim) berufen und behielt diese Funktion bis zur Ernennung von Jan de Quay am 4. April 1945. Während dieser Zeit wurde ihm auch der Rang als Vizeadmiral der Reserve der Koninklijke Marine verliehen.
Darüber hinaus wurde de Booy am 23. Februar 1945 auch um Marineminister (Minister van Marine) im dritten Kabinett Gerbrandy ernannt und behielt dieses auch in der ersten Regierung nach Ende des Zweiten Weltkrieges, dem am 24. Juni 1945 gebildeten Kabinett Schermerhorn/Drees von Ministerpräsident Willem Schermerhorn, und übte das Amt des Marineministers bis zum 3. Juli 1946 aus. Des Weiteren wurde er als Parteiloser am 25. Juni 1945 auch zum kommissarischen Schifffahrtsminister (Minister van Scheepvaart ad Interim) ernannt und behielt auch dieses Amt bis zum 3. Juli 1946.

### Botschafter in der Bundesrepublik Deutschland

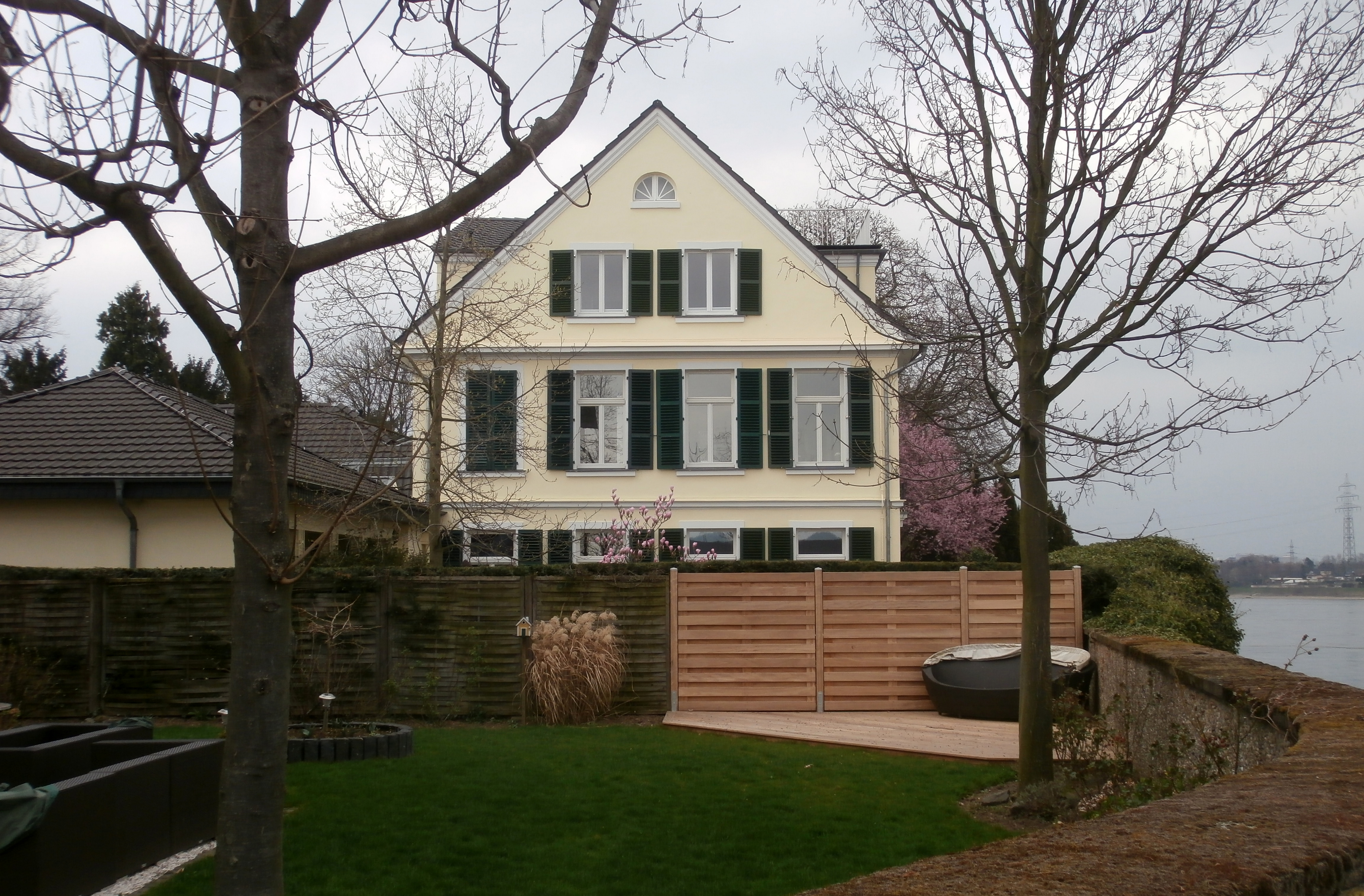
Dietkirchener Hof in Urfeld, Residenz des niederländischen Botschafters

Nachdem er zwischen 1947 und 1948 Mitglied der Balkan-Mission der Vereinten Nationen war, wurde de Booy am 1. Dezember 1948 Leiter der niederländischen Mission beim Alliierten Kontrollrat in Deutschland in Berlin und bekleidete diese Funktion bis zum 1. April 1951.
Anschließend wurde de Booy erster außerordentlicher und bevollmächtigter Botschafter in der Bundesrepublik Deutschland. Als solcher residierte er im Herrenhaus Dietkirchener Hof in Urfeld und verblieb auf diesem diplomatischen Posten bis zum 1. Dezember 1952 und wurde dann von Arnold Theodoor Lamping abgelöst.
Nach seinem Ausscheiden aus dem diplomatischen Dienst wurde er darüber hinaus am 31. Januar 1953 zum Großoffizier des Ordens von Oranien-Nassau ernannt.
Aus seiner am 11. Dezember 1915 in Rotterdam mit Erminie Louise Thompson geschlossenen Ehe gingen zwei Töchter hervor.